# Liga Kobiet Polskich
Ej att förväxla med: Liga Kobiet Polskich (1945-1989)
Liga Kobiet Polskich är en polsk kvinnoorganisation, grundad 1913. 

## Historik
Under 1800-talet fick inga politiska föreningar verka i det som då var Ryska Polen och Österrikiska Polen, därmed inte heller renodlade kvinnoföreningar. Först 1905 tilläts politiska föreningar i Ryssland. 
År 1913 grundades Liga Kobiet Polskich Pogotowia Wojennego i Warszawa i Ryska Polen av  Izabela Moszczeńska, Jadwiga Marcinowska, Teresy Ciszkiewiczowej och Heleny Ceysingerówny. Det var en nationalistisk förening för kvinnliga intellektuella som ville verka för Polens självständighet. Denna Liga Kobiet stödde aktivt självständighetsrörelsen i Polen under första världskriget, och grundade lokalföreningar med målet att bli en paraplyorganisation. År 1915 grundades en till Liga Kobiet, Liga Kobiet Galicji i Śląska, i Krakow i Österrikiska Polen, med sin företrädare i Warszawa som förebild. Båda föreningar stödde införandet av rösträtt för kvinnor i konstitutionen i det självständiga Polen de verkade för. 
När Polen blev ett självständigt land och Ryska Polen och Österrikiska enades i november 1918, inkluderades kvinnors lika politiska rättigheter och rösträtt i det nybildade landets konstitution 28 november 1918. Ryska Polens Liga Kobiet och Österrikiska Polens Liga Kobiet höll ett gemensamt möte i den nya huvudstaden Warszawa i december 1918 och förenades till en enda nationell organisation: Liga Kobiet Polskich. 
Det nya Polen hade visserligen garanterat kvinnor och män samma basrättigheter i sin konstitution, men efter detta fick den polska kvinnorörelsen under Liga Kobiet Polskich svårt att få igenom några ytterligare reformer under mellankrigstiden, eftersom den katolska kyrkan ställde sig ogillande till fler reformer. Under den nazistiska ockupationen 1939 förbjöds alla polska politiska föreningar, och när kommunisterna tog makten efter kriget 1945 avskaffades alla kvinnoorganisationer till förmån för den statliga kvinnoföreningen League of Polish Women, som dock genomförde fullständig jämlikhet mellan könen. 
Liga Kobiet Polskich återgrundades år 2001. Den registrerades formellt som en fortsättning på den ursprungliga organisationen, och räknas därför som samma förening. 
Den verkar främst för att försvara kvinnors och familjers rättigheter, att hjälpa kvinnor i svåra livssituationer och för kvinnors utbildning.